# ريال اليمن الشمالي
كان عملة اليمن الشمالي أولاً المملكة المتوكلية اليمنية، ثم الجمهورية العربية اليمنية، أُلْغِيَ استخدام هذه العملة مع توحيد شمال وجنوب اليمن، وتم إنشاء عملة جديدة الريال اليمني.

## التاريخ الحديث
بدأ الإمام يحيى بن محمد حميد الدين سك النقود قبل خروج الأتراك من اليمن، وكانت أول قطعة ظهرت له عام 1913 وكان الريال العمادي الذي كان يصك في لبنان. وضرب الإمام يحيى عملاته في صنعاء، ولم يصك الإمام فئة النصف ريال وإنما فئة الربع ريال.
بعد قيام ثورة 26 سبتمبر 1962، قامت وزارة الخزانة بصك الريال الفضي الجمهوري في مصر، وهي أول عملة وطنية أصدرت أواخر عام 1963، وأصدرت وزارة الخزانة أواخر عام 1963 مجموعة من المسكوكات المعدنية سميت بالبقشة مع العلم أن الريال يساوي 40 بقشة.
وفي مايو 1990، تقرر أن يعتبر الريال الشمالي والدينار وحدة العملة الرسمية لليمن وأن يعتبر كل منهما قابلا للتداول ووسيلة دفع قانونية بقيمة تبادلية 26 (ريالا للدينار).
واستمر الدينار والريال ويتداولان معاً حتى عام 1996، حين سحب الدينار من التداول خلال فترة ثلاثة أشهر في أعقاب صدور ورقة المئتي ريال في مارس 1996، ومنذ 11 يونيو 1996 أصبح الريال هو العملة الوحيدة لليمن.

## الفئات
| الفئة  | الأمام | الخلف |
| ------ | ------ | ----- |
| 1 ريال |        |       |